# Dolby SR

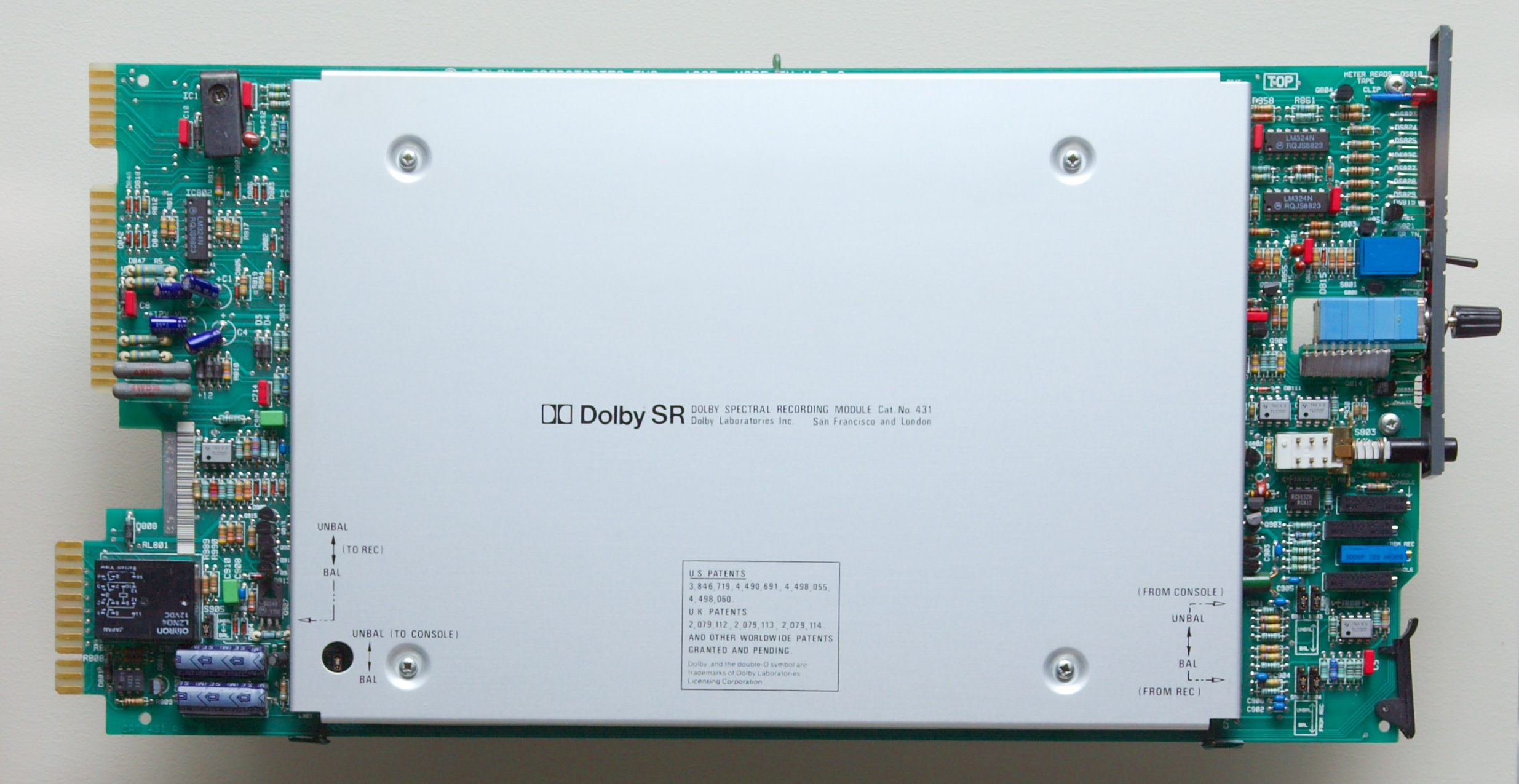
Módulo Dolby SR multipista

Dolby SR es un estándar analógico de reducción de ruido creado por la empresa estadounidense Dolby Laboratories, Inc. Está tan extendido que prácticamente todos los largometrajes que se producen hoy en día hacen uso de él.
El nombre original era Dolby Stereo SR para reflejar la utilización de dos técnicas distintas: la matrización de cuatro pistas de audio en sólo dos canales Dolby Stereo y el uso de reducción de ruido SR (Spectral Recording). Con el tiempo la denominación quedó acortada, pero ello no debe hacernos olvidar estas dos técnicas.
Es interesante destacar que las películas con sonido digital incluyen una versión de sonido analógico en la misma copia por dos razones fundamentalmente:
- Como medida de seguridad. En caso de fallo en la lectura de sonido digital, bien por defecto o deterioro en la copia, bien por avería o desajuste del lector, el sistema conmuta automáticamente a modo analógico Dolby SR de tal manera que la proyección puede continuar hasta que el problema quede solventado y pueda reproducirse de nuevo el audio digital.
- Por compatibilidad con salas más antiguas o con un grado inferior de equipamiento que no disponen de sistema de reproducción digital.

Básicamente el sistema dispone de cuatro canales: tres situados detrás de la pantalla (izquierdo, central y derecho) y un canal envolvente (surround) con altavoces situados en los laterales y pared trasera de la sala. Esos cuatro canales son codificados por una matriz Dolby Stereo en dos canales denominados Lt Rt (Left total, Right total). A estos dos canales se le aplica el proceso de reducción de ruido Dolby SR en modo grabación.
Las dos pistas obtenidas (Lt Rt con SR) son fotografiadas mediante una cámara en negativo de 35mm. Una vez revelado y positivado, será unido a la imagen dando lugar a la copia definitiva. En reproducción, la señal del lector óptico entra en el procesador donde es preamplificada. Posteriormente se le aplica el proceso de reducción de ruido Dolby SR en modo reproducción. Las dos pistas se introducen en la matriz Dolby Stereo decodificadora que nos devuelve cuatro canales: los tres de pantalla y el surround.

## Codificación Dolby Stereo
Consiste en almacenar la información. Los cuatro canales de la mezcla entran en el codificador Dolby Stereo. En el esquema podemos observar el proceso realizado en el interior del equipo.
El canal izquierdo y el derecho pasan inalterados exceptuando el uso de una red "paso todo" de desfase constante que retarda dos ciclos (720 grados) la señal a todas las frecuencias. El canal central se atenúa 3 dB y se suma por un lado al canal izquierdo y por el otro al derecho, antes de las redes "paso todo". El canal surround se atenúa 3 db, pasa por un filtro paso alto a 100 Hz y uno paso bajo a 7 kHz y se le aplica una codificación tipo Dolby B modificada para obtener 5 dB de reducción de ruido en lugar de los 10 dB normales. Posteriormente sufre un desfase de 630 grados, con lo que su desfase total es de 810 grados respecto a los canales frontales. Esta señal desfasada -90 grados se suma a la salida izquierda para obtener definitivamente Lt y la señal desfasada 90 grados se suma a la salida derecha para obtener Rt.
El desfase neto de la señal surround entre Lt y Rt es de 180 grados, es decir, se encuentra en contrafase.

## Reducción de ruido SR
Cada uno de los dos canales obtenidos se procesa con un sistema Dolby SR. Este sistema consigue una reducción de ruido audible de 24 dB. Consta de 3 etapas de alta frecuencia y 2 de baja frecuencia; cada etapa dispone de una banda fija y otra variable. Los conceptos en que se basa el sistema son: mínimo tratamiento, sustitución de acción, control de modulación, supresión de sobredisparo, formato multinivel de acción por etapas, dsviación espectral y antisaturación. El desarrollo de estos conceptos queda fuera del propósito de este artículo, si bien su simple enumeración nos da una idea de la complejidad del conjunto.
Es importante destacar el carácter simétrico del proceso de reducción de ruido SR. Es fundamental la aplicación de decodificación SR durante la reproducción para restaurar la señal a su estado original obteniendo los beneficios de reducción de ruido y distorsión. En este caso la fuente de ruido y distorsión es el soporte óptico de 35 mm y los procesos asociados de fotografiado y lectura.